# Ulopeza sterictodes
Ulopeza sterictodes là một loài bướm đêm trong họ Crambidae.